# 吴蓉瑾
吴蓉瑾（1974年8月—），上海市黄浦区卢湾一中心小学兼上海市嘉定区卢湾一中心实验小学校长、正高級教师，特级校长、中共党员、全国三八红旗手标兵、黄浦区政协委员、中共二十大代表。

## 生平
吴蓉瑾畢業於華師大。1994年成为教師。2021年9月16日，中宣部授予吴蓉瑾时代楷模称号。2022年当选全国三八红旗手标兵，同年當選中共二十大代表。